# Castle Leod
Hrad Leod (anglicky Castle Leod) je sídlem klanu Mackenzie. Je to památkově chráněná budova kategorie A a jeho areál je zapsán v Inventory of Gardens and Designed Landscapes of Scotland, národním seznamu významných zahrad. Nachází se nedaleko Strathpefferu ve východní části hrabství Ross-shire ve Skotské vysočině.

## Historie

### Historie rodu
Hrad získal Jan z Killinu, 10. náčelník klanu MacKenzie (1485–1561) poté, co bojoval v bitvě u Floddenu. Hrad přešel na jeho pravnuka Kennetha Mackenzieho, 1. lorda Mackenzieho z Kintailu, který jej v roce 1608 daroval svému bratrovi siru Rodericku "Rorie" Mackenziemu. V roce 1605 se sir Roderick oženil s Margaret MacLeodovou, dědičkou Torquila MacLeoda z Lewisu, čímž do rodiny přinesl její nesmírné bohatství a také urovnal spor mezi MacLeody a Mackenzieovými o baronství Coigach, které tak přešlo na rod Mackenzieů.

### Historie hradu
Předpokládá se, že hrad byl postaven na místě velmi starého piktského hradiště z doby před 12. stoletím. Současný hrad je výsledkem prací, které na počátku 17. století provedl sir Roderick Mackenzie, předek hraběte z Cromartie, od té doby zůstal hrad sídlem hrabat z Cromartie.
V roce 1746 George Mackenzie, 3. hrabě z Cromartie, o panství přišel v důsledku podpory nešťastného jakobitského povstání z roku 1745. V roce 1784 bylo panství, nikoli však titul, navráceno jeho synovi. Hrad byl údajně v dezolátním stavu již na počátku téhož století, kdy bylo panství značně zadlužené. V roce 1814 byl popisován jako "docela zřícenina... opuštěná kromě vran", i když se to mohlo týkat spíše horních pater.
V polovině 19. století byl hrad Leod kompletně zrekonstruován Hay-Mackenzieovými. Potomkům 3. hraběte Hay-Mackenzie bylo navráceno hrabství Cromartie poté, co se Anne Hay-Mackenzie provdala za George Sutherland-Leveson-Gowera, 3. vévodu ze Sutherlandu, a v roce 1861 byla jmenována první hraběnkou z Cromartie, přičemž hrabství naposledy držel její prapradědeček, 3. hrabě, se zvláštním odstupným pro jejího druhého syna, Francise Mackenzieho, 2. hraběte z Cromartie. Byla také jmenována baronkou Macleodovou z Castle Leod.
V roce 1851 byly k severní části hradu přistavěna jednopatrová přístavba a nízké křídlo, v roce 1874 bylo přistavěno západní dvoupatrové křídlo. V roce 1904 byla křídla přestavěna a v roce 1912 byla přistavěna další přístavba. Střecha byla opravena až roce 1992. Hrad je i nadále sídlem hraběte z Cromartie a v omezeném počtu dní je přístupný veřejnosti.

## Hrad
Nejstarší část hradu tvoří kompaktní věžový dům s půdorysem ve tvaru písmene L, postavený z červeného pískovce, jehož základem může být stavba z 15. století. Později byla přistavěna další část, tak že hrad získal čtvercový půdorys a do přístavby bylo umístěno větší schodiště a další ložnice. Na vikýři je vytesáno datum 1616, ale není známo, zda se toto datum vztahuje k původní fázi, nebo k přístavbě. Přístavba byla postavena nad parapetem původního průčelí a je spíše dekorativní.
V některých částech jsou zdi hradu silné 1,8 až 2,4 m. K dalším obranným opatřením patří železné mříže, které se dochovaly na některých spodních oknech, a četné šikmé střílny a okna se šípovými průzory. Místnosti, z nichž některé jsou obloženy dřevem, jsou vyzdobeny mnoha Mackenzieho portréty z minulých století, stejně jako starožitným nábytkem a velkoplošnými starými mapami. Po celém hradě se nachází mnoho původního vybavení. 
V areálu se nacházejí dva kaštany (Castanea sativa), které údajně nechal vysadit Jan z Killinu v roce 1556 na znamení potvrzení, že hrad Leod získala skotská královna Marie Stuartovna.

## Cizinka
Hrad Leod je všeobecně považován za inspiraci hradu Leoch, sídla a domova lairda klanu Mackenzie, v historické beletristické sérii Cizinka od Diany Gabaldonové. Uvažovalo se o něm jako o místě natáčení seriálu Cizinka, přesto byl kvůli snadné lokaci vybrán hrad Doune. To může být překvapivé pro diváky, kteří znají hrad Leod jako sídlo klanu Mackenzie a přesně reprezentující historické období, které se Diana Gabaldonová snaží zobrazit.
Diana Gabaldonová pro STV uvedla: 
| „ | Když se v televizním pořadu začaly hledat lokace, navrhla jsem Leod jako možnou variantu. Je samozřejmě naprosto přesný, co se týče doby, a má nádherný areál s parkem plným obrovských exotických stromů vysázených MacKenzieových a jejich návštěvníků v průběhu staletí. | “ |

(Diana sama zasadila "velmi skromnou" jeřabinu jako svůj "vlastní malý příspěvek" k historii).